# Finkenholler Mühle
Die Finkenholler Mühle lag an der Straße von Hilfringhausen nach Sonne, südöstlich von Hinterhufe, westlich von Assmannskotten, nördlich von Wöllersberg am Eifgenbach. Der Obergraben und das Gebäude sind erhalten.
Am 18. März 1844 beschwerte sich Peter Johann Ludwig aus der Neuemühle bei der Verwaltung von Wermelskirchen wegen der vorgesehenen Genehmigung zur Einrichtung einer neuen Mühle im Finkenholl. Der Einspruch hatte aber keinen Erfolg, so wurde Johann Wilhelm Kirchlöh am 20. August 1844 die Konzession zur Anlage einer Farb-, Frucht-, Öl- und Knochenstampfmühle durch die Regierung zu Düsseldorf erteilt.
Nach den Familien Kirchlöh und Lambach kaufte die Mühle Christ. Richertzhage 1895 für 24.000 Mark. Wann diese Mühle außer Betrieb ging, ist nicht bekannt.